# Karl Klug (Fußballspieler)
Karl Klug (* 8. April 1925 in Osterfeld (Oberhausen); † 11. Januar 1971 in Oberhausen) war ein deutscher Fußballspieler, der als Mitglied der deutschen Fußballnationalmannschaft der Amateure an den Olympischen Sommerspielen 1952 in Helsinki teilnahm.

## Laufbahn

### Verein
Karl Klug stammte aus der Jugend des BV Osterfeld, wo er Spielmacher und Torjäger war und zum Niederrhein-Auswahlspieler reifte.
Ab der Runde 1948/49 war Klug für die Spielvereinigung Sterkrade 06/07 aktiv. Fünf Jahre in Folge holte die Spielvereinigung mit dem überragenden Angreifer von 1949 bis 1953 die Vizemeisterschaft in der Landesliga Niederrhein. Es folgten die Meisterschaften in den Jahren 1954 und 1955. Nach dem zweiten Meistertitel nahm Sterkrade mit Karl Klug an den Gruppenspielen um die deutsche Amateurmeisterschaft gegen Sportfreunde Siegen, SV Bergisch Gladbach und den FC Neukölln teil. Der Westfalenmeister Siegen setzte sich mit Herbert Schäfer souverän durch und holte sich auch überlegen mit 5:0 Toren im Finale 1955 den Titel des Deutschen Amateurmeisters. Auch nach Einführung der Verbandsliga Niederrhein in der Saison 1956/57 war Karl Klug noch für die Blau-Weißen vom Stadion Am Dicken Stein am Ball.
Mit der Verbandsauswahl vom Niederrhein gewann Karl Klug 1951 den Länderpokal der Amateure. Am 3. Mai 1951 fand das Endspiel im Berliner Olympiastadion vor 50.000 Zuschauern gegen Berlin statt. Der Sterkrader steuerte einen Treffer zum 5:4-Erfolg nach Verlängerung für den Niederrhein bei. Neben seinem Mannschaftskamerad Horst Gärtner im Tor, den zwei Aktiven des Cronenberger SC Gerd Hoffmann und Herbert Jäger in der Verteidigung bildete er mit dem Halbrechten Matthias Mauritz von Fortuna Düsseldorf den rechten Flügel. In den Jahren 1952 und 1956 stand er mit dem Niederrhein noch zweimal in den Endspielen des Länderpokals. Insgesamt bestritt die überragende Spielerpersönlichkeit der Sterkrader Fußballgeschichte 20 Spiele für den Niederrhein.

### Weitere Auswahlberufungen
Die herausragende Klasse des Stürmers Karl Klug wurde auch durch seinen Einsatz am 14. Mai 1950 in Köln in der Auswahl von Westdeutschland gegen Norddeutschland unterstrichen. Der Spieler aus der Landesliga Niederrhein stürmte auf der Mittelstürmerposition an der Seite von Bernhard Klodt, Alfred Preißler, Kurt Zaro und Hans Schäfer und erzielte ein Tor für den Westen bei der 3:4-Niederlage gegen Norddeutschland. Bundestrainer Sepp Herberger prüfte ihn Anfang August 1950 in einem Nationalmannschaftslehrgang in der Sportschule Duisburg-Wedau. Bei den zwei A-Länderspielen am 23. Dezember 1951 in Essen und am 20. April 1952 in Luxemburg, jeweils gegen das Großherzogtum, saß Klug auf der Reservebank. Zum Einsatz kam er aber in beiden Spielen nicht.
Dafür debütierte der Stürmer von der Spielvereinigung Sterkrade am 18. Mai 1952 in Nürnberg beim Länderspiel der Amateurnationalmannschaft im DFB-Team. Der Bundestrainer nahm Klug mit zu den Olympischen Sommerspielen 1952 in Helsinki. Dort bestritt er gegen Ägypten und Brasilien zwei Spiele und erzielte dabei jeweils einen Treffer. Ein Bänderriss im rechten Fuß verhinderte nach dem 4:2-Sieg gegen Brasilien sein weiteres Mitwirken. Am 29. April 1953 bestritt er an der Seite von Richard Kreß, Georg Stollenwerk, Hans Zeitler und Willi Schröder beim 3:1-Erfolg in Linz gegen Österreich auf Linksaußen seinen vierten Einsatz in der Amateurnationalmannschaft. Mit einem Treffer verabschiedete sich Klug aus dem Amateurteam des DFB.